# Annette Mogensen
Annette Mogensen (* 26. Mai 1959) ist eine ehemalige dänische Fußballspielerin. Mogensen spielte sowohl Fußball als auch Handball in der Nationalmannschaft.

## Karriere

### Verein
Mogensen spielte ausschließlich für die in Kolding in der Region Syddanmark ansässige Frauenfußballmannschaft des Kolding IF in der Eliteserien, der seinerzeit höchsten Spielklasse im dänischen Frauenfußball.

### Nationalmannschaft
Mogensen bestritt als Nationalspielerin für die DBU in neun Jahren 45 Länderspiele, davon jeweils drei bei ihren drei Teilnahmen am Turnier um die Nordische Meisterschaft 1980, 1981 und 1982. Ihr Debüt erfolgte im ersten Turnier am 10. Juli 1980 in Göteborg beim 4:0-Sieg über die Nationalmannschaft Schwedens mit Einwechslung für Lone Smidt Nielsen. Sie bestritt ferner zehn in Freundschaft ausgetragene Länderspiele, wobei sie in ihrem ersten am 18. Oktober 1980 in Køge beim 4:1-Sieg über die Nationalmannschaft Frankreichs mit den Treffern zum 2:1 und 4:1 in der 30. und 55. Minute mit ihre ersten beiden Toren beitragen konnte.
Auch in Japan kam sie zu zwei Länderspielen, die in einem internationalen Turnier am 6. und 9. September 1981 beim 1:1-Unentschieden gegen die Nationalmannschaft Italiens in Kōbe und beim 1:0-Sieg über die Nationalmannschaft Englands in Tokio ihren Abschluss fanden. In Italien nahm sie mit ihrer Mannschaft an der zweiten Austragung der Mundialito (Kleine Weltmeisterschaft) teil. Sie wurde in allen vier Spielen einschließlich des mit 1:0 gewonnenen Spiels um Platz 3 (1:0 vs. USA) eingesetzt. Im Spiel zuvor gegen die Nationalmannschaft Italiens erzielte sie bei der 1:2-Niederlage am 22. August 1985 in Caorle das einzige Tor ihrer Mannschaft mit der 1:0-Führung.
Mit ihren sechs Spielen in der EM-Qualifikationsgruppe 4 – im ersten und sechsten Spiel traf sie bei der 1:2-Niederlage (am 13. Oktober 1982 in Groningen) und beim 2:0-Sieg (am 29. Oktober 1983 in Sønderborg) jeweils einmal gegen die Nationalmannschaft der Niederlande – trug sie zum Teilnahme an der EM-Finalrunde bei. Ihr einziges EM-Länderspiel bestritt sie am 28. April 1984 in Hjørring bei der 0:1-Niederlage gegen die Nationalmannschaft Englands, die am 8. April in Crewe mit dem 2:1-Sieg damit das EM-Finale erreichte.
Für die angestrebten Teilnahmen an den Europameisterschaften 1987 und 1989 wurde sie in allen sechs Qualifikationsspielen jeweils in der Gruppe 1 1984–1986 und 1987–1988 eingesetzt sowie im Hinspiel des EM-Viertelfinalqualifikationsspiels bei der 1:5-Niederlage gegen die Nationalmannschaft Schwedens am 15. Oktober 1988 in Odense – es war zugleich ihr 45. und letztes Länderspiel.

## Erfolge
- Dritter Mundialito 1985
- Halbfinalist Europameisterschaft 1984
- Nordischer Meister 1982

## Sonstiges
Mogensen war über 35 Jahre lang als Lehrerin – auch schon während ihrer Zeit als Spielführerin der Fußballnationalmannschaft, sie spielte auch für die Handballnationalmannschaft – später auch als Bildungsberaterin an der Koldinggegnens Idrætsefterskole (Sportinternat Kolding) tätig.